# Seznam argentinskih pianistov
Seznam argentinskih pianistov.

## A
- Martha Argerich

## B
- Daniel Barenboim

## E
- Miguel Angel Estrella

## G
- Bruno Leonardo Gelber

## M
- Mariano Mores

## O
- Fernando Otero

## S
- Lalo Schifrin (1932–2025)

## T
- Sergio Tiempo